# San Ġwann
San Ġwann (ook wel San Ġwann tal-Għargħar genoemd) is een stad en tevens sinds 1993 een zelfstandige gemeente op het eiland Malta met een inwoneraantal van 12.630 (november 2005). De stad bevindt zich in een regio die Għargħar genoemd wordt (uitgesproken als Ar-aar).
De oude namen van de stad en de regio verraden de Arabische links met het gebied. Tal-Għargħar is afkomstig van de naam voor de Maltese nationale boom (die enkel voorkomt op de Maltese eilanden, terwijl L-Imsierah verwijst naar wijdgestrekte open ruimten.
In San Ġwann bevindt zich het Mediterrane consulaat van de Orde van Sint-Lazarus.
Gedurende de jaren 50 arriveerden Kapucijnen in San Ġwann, die er een nieuwe kerk bouwden. Deze kerk, die werd voltooid in december 1959, werd gewijd aan Maria. De jaarlijkse festa ter ere van Maria wordt gevierd op de eerste zondag van augustus.

## Source
- (en)  Toeristische informatie over San Ġwann
- (en)  Grand Priory of the Mediterranean